# Flegrei-szigetek
Flegrei-szigetek (olaszul Isole Flegree, nápolyiul Isule Flegree) a gyűjtőneve a Nápolyi-öböl északi részében található Ischia, Procida, Nisida és Vivara szigeteknek. A megnevezés keletkezési a körülményekre utal: a Campi Flegrei vulkanizmusának következtében alakultak ki, mintegy 55-40 ezer évvel ezelőtt.